# Melanocichla
Genre
Melanocichla est un genre d'oiseaux de la famille des Timaliidae.

## Liste des espèces
Selon le Congrès ornithologique international (ordre phylogénique), il comporte deux espèces :
- Melanocichla lugubris – Garrulaxe noir
- Melanocichla calva – Garrulaxe chauve